# Central Aisle Ridge
Central Aisle Ridge är en bergstopp i Antarktis. Den ligger i Östantarktis. Nya Zeeland gör anspråk på området. Toppen på Central Aisle Ridge är 945 meter över havet.
Terrängen runt Central Aisle Ridge är kuperad åt sydost, men åt nordväst är den bergig. Terrängen runt Central Aisle Ridge sluttar österut. Trakten är obefolkad. Det finns inga samhällen i närheten. 